# Regine Heitzer

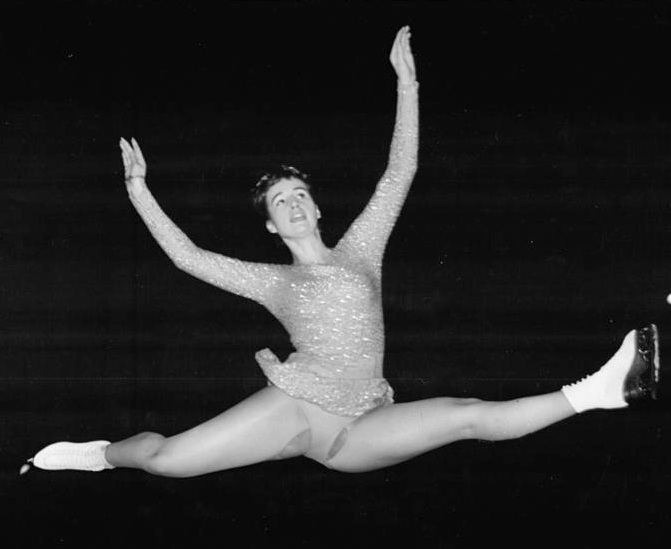
Regine Heitzer.

Regine Heitzer, née le 16 février 1944, est une ancienne patineuse artistique autrichienne. Elle a occupé le devant de la scène internationale du patinage artistique du début des années 1960, obtenant de nombreuses médailles aux championnats d'Europe, du monde et aux Jeux olympiques.

## Palmarès
| Compétition | 1958 | 1959 | 1960 | 1961 | 1962 | 1963 | 1964 | 1965 | 1966 |
| Jeux olympiques d'hiver                                                                                              |      |      | 7e   |      |      |      | 2e   |      |      |
| Championnats du monde                                                                                                | 12e  | 7e   | 4e   | CA   | 3e   | 2e   | 2e   | 2e   |      |
| Championnats d’Europe                                                                                                | 8e   | 5e   | 2e   | 2e   | 2e   | 3e   | 2e   | 1re  | 1re  |
| Championnats d'Autriche                                                                                              |      |      | 1re  | 1re  | 1re  | 1re  | 1re  | 1re  | 1re  |
| Légende : F = Forfait ; CA = Championnats du monde 1961 annulés à cause de la catastrophe aérienne du vol 548 Sabena |      |      |      |      |      |      |      |      |      |